# Skärgårdsmuseet, Värmdö
Skärgårdsmuseet är ett svenskt hembygdsmuseum i Värmdö kommun och det drivs av den ideella Föreningen Skärgårdsmuseet, som bildades 1969.  
Skärgårdsmuseet är inrymt i den före detta handelsboden i Sommarhamn i Stavsnäs by på Fågelbrolandet. Det finns två filialer till Skärgårdsmuseet, en i Gamla Skolan i Sand på Nämdö och en i hembygdsgården i Uppeby på Runmarö. 

## Stavsnäs

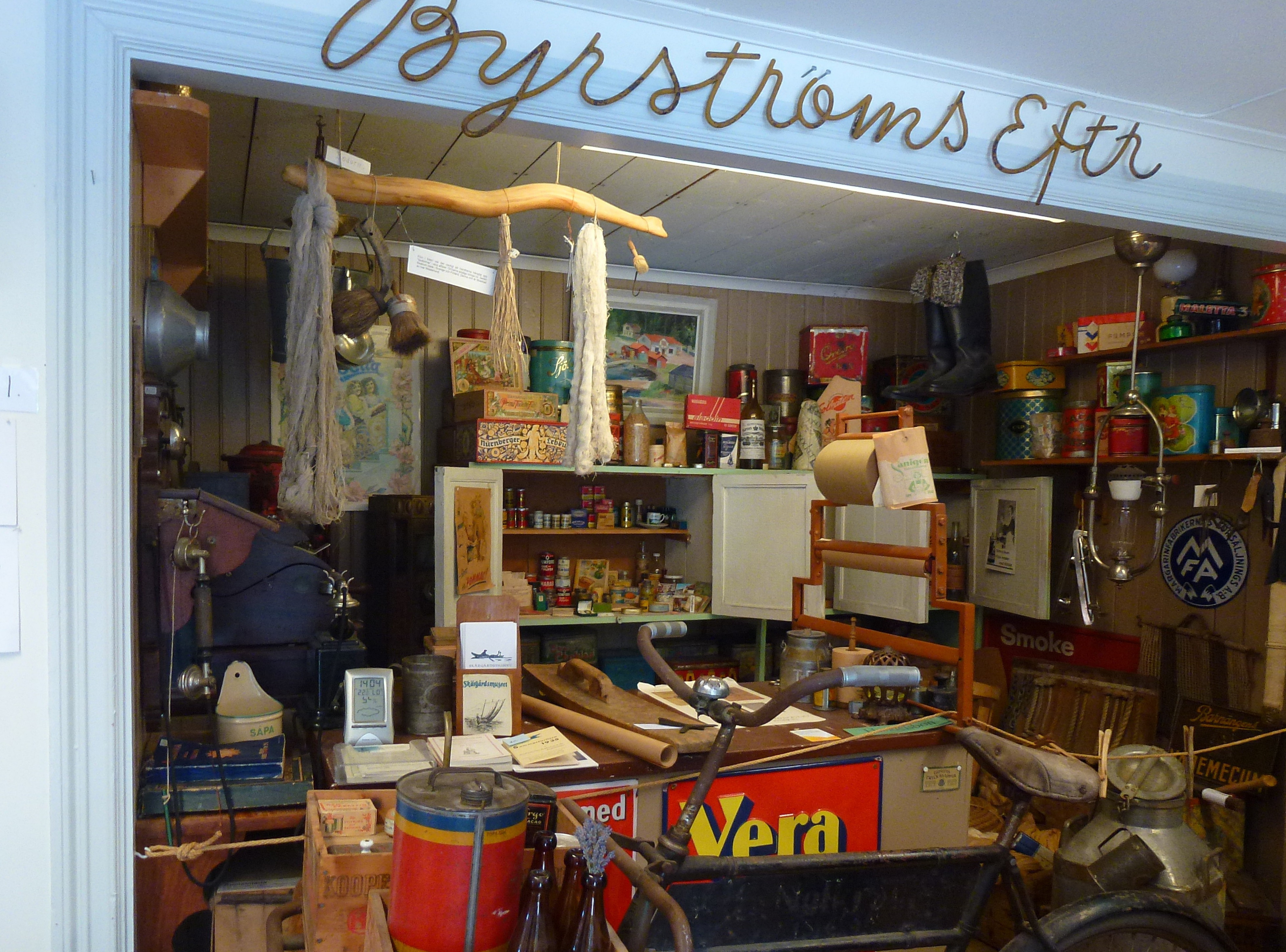
Interiör, Byrströms handelsbod.

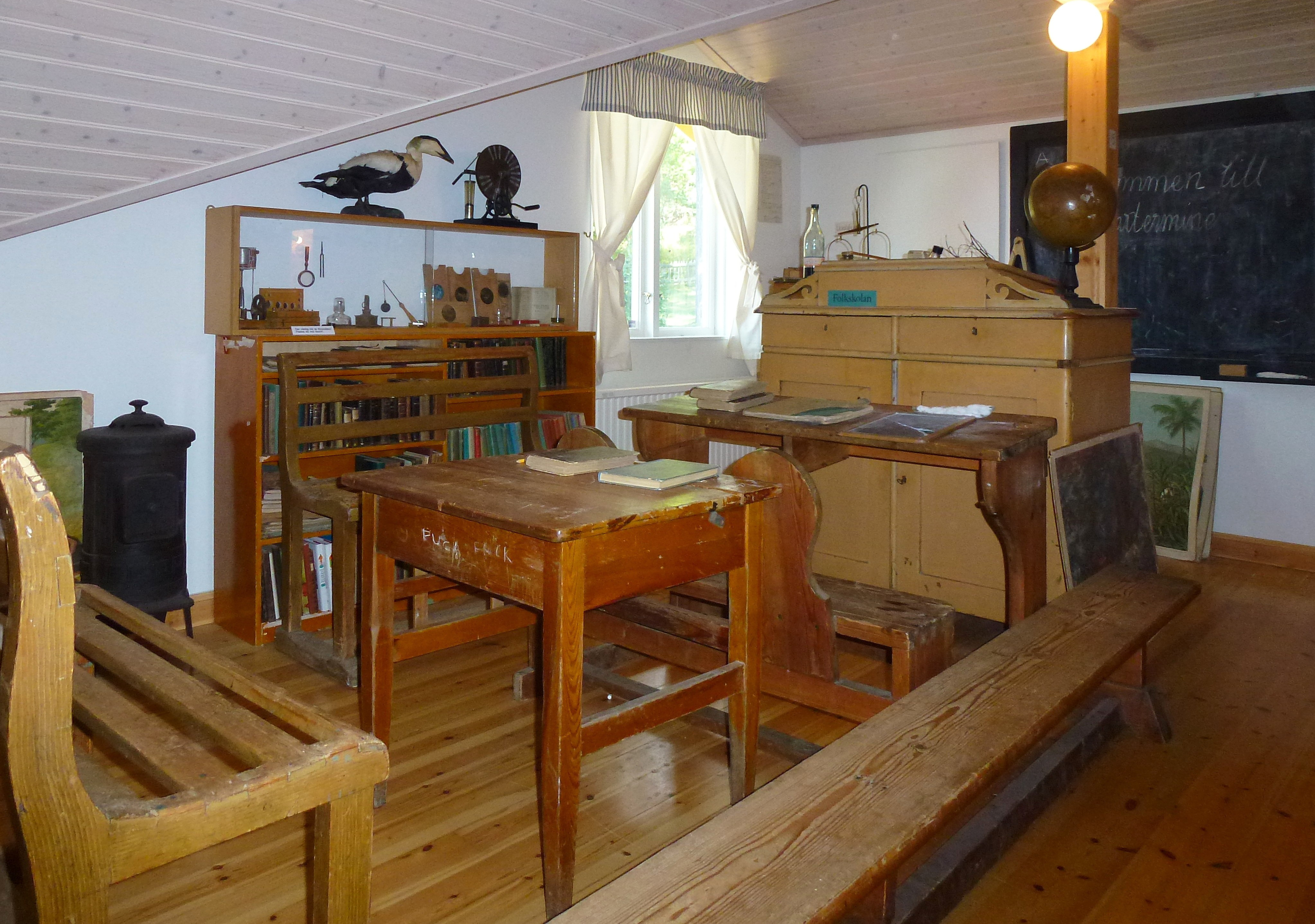
Interiör, skolrummet.

Museet öppnade i lärarbostaden vid Stavsnäs skola och flyttade efter ett par säsonger 1974 till före detta Byrströms affär från 1877 vid Stavsnäs Sommarhamn. En större om- och tillbyggnad gjordes 1997. 
Samlingarna är baserade främst på gåvor från öarna i trakten, till exempel Runmarö, Vindö, Djurö, Skarpö och Nämdö. 
De fasta utställningarna visar skärgårdslivet i gamla tider med bland annat jakt, fiske, lotsväsende, skärgårdsjordbruk och sommargäster. Museet har ett inrett kök från Långviksskär, en handelsbod, ett skomakeri, en skolsal med skolmöbler från Djurö gamla skola, samt verktyg och redskap för vävning och ull- och linberedning.
Varje år visas minst två specialutställningar och två miniutställningar. I museibutiken säljs nya och antikvariska böcker med maritim anknytning, konst- och vykort, kopior på gamla sjökort och allehanda presentartiklar. 
Skärgårdsmuseet har ett referensbibliotek och förutom böcker finns det tidskrifter, gamla ångbåtsturlistor och en samling med tidningsurklipp. 

## Nämdö
Nämdöfilialen tillkom 1994, då föreningen Gamla Skolan Nämdö gick samman med Föreningen Skärgårdsmuseet. Museifilialens bas är en donation från Sigfrid Jonsson på Ekholmen.
Filialen är belägen i Sand. Den gamla skolbyggnaden som museet ligger i blev, efter att Nämdö Nya skola öppnat 1909, omvandlad till ålderdomshem. Utställningarna inomhus skiftar år från år. I museibutiken går det att köpa kaffe, te, läskedryck, glass och kaffebröd som kan avnjutas i trädgården där det också finns en växtutställning.

## Runmarö
Runmaröfilialen ligger på ovanvåningen till Runmarö hembygdsgård, som är den tidigare skolan i Uppeby. Filialens föremål kommer framför allt från Hans Öhlins samlingar. Filialen drivs i samarbete med Runmarö Hembygdsförening.

## Koordinater
- Huvudmuseet i Stavsnäs by 59°17.579′N 18°41.293′Ö / 59.292983°N 18.688217°Ö
- Filialen i Sand på Nämdö 59°10.926′N 18°41.320′Ö / 59.182100°N 18.688667°Ö
- Filialen i Uppeby på Runmarö 59°16′43.66″N 18°45′36.32″Ö / 59.2787944°N 18.7600889°Ö